# Adicella longicercus
Adicella longicercus är en nattsländeart som först beskrevs av Douglas E. Kimmins 1963.  Adicella longicercus ingår i släktet Adicella och familjen långhornssländor. Inga underarter finns listade i Catalogue of Life.